# Oeneis bipupillata
Oeneis bipupillata är en fjärilsart som beskrevs av Sheldon 1912. Oeneis bipupillata ingår i släktet Oeneis och familjen praktfjärilar. Inga underarter finns listade i Catalogue of Life.